# István Kovács (luchador)
István Kovács (Nádudvar, Hungría, 27 de junio de 1950) es un deportista húngaro retirado especialista en lucha libre olímpica donde llegó a ser medallista de bronce olímpico en Moscú 1980.

## Carrera deportiva
En los Juegos Olímpicos de 1980 celebrados en Moscú ganó la medalla de bronce en lucha libre olímpica de pesos de hasta 82 kg, tras el luchador búlgaro Ismail Abilov (oro) y el soviético Magomedkhan Aratsilov (1950).